# Påskharen (litterär figur)

Påskharen och Hattmakarens tekalas.

Påskharen, engelska: The March Hare, är en litterär figur i Lewis Carrolls bok Alice i Underlandet och dess uppföljare Alice i Spegellandet.
Påskharen omnämns först i kapitel sex i Alice i Underlandet där han och Hattmakaren beskrivs som "galna" av Chesirekatten. Påskharen och Hattmakaren är sedan centrala figurer i kapitel sju där de anordnar ett tekalas.
I kapitel sju i Alice i Spegellandet förekommer Påskharen under namnet Haigha och Hattmakaren som Hatta.